# Bayou Vista (Luisiana)
Bayou Vista é uma Região censo-designada localizada no estado americano de Luisiana, na Paróquia de St. Martin.

## Demografia
Segundo o censo americano de 2000, a sua população era de 4351 habitantes.

## Geografia
De acordo com o United States Census Bureau tem uma área de 
5,0 km², dos quais 4,6 km² cobertos por terra e 0,4 km² cobertos por água.

## Localidades na vizinhança
O diagrama seguinte representa as localidades num raio de 28 km ao redor de Bayou Vista. 